# みどり中街駅
みどり中街駅（みどりなかまちえき）は、広島県広島市安芸区瀬野西一丁目にあった、スカイレールサービス広島短距離交通瀬野線（スカイレールみどり坂線）の駅である。
路線廃止に伴い2024年（令和6年）5月1日に廃駅となった。廃止後は代替路線バス「みどり坂タウンバス」（芸陽バス委託運行）のみどり中街バス停が付近に設置されている。

## 歴史
- 1998年（平成10年）8月28日：開業。
- 2013年（平成25年）1月14日：改札システム更新に伴い、自動改札機を更新。
- 2024年（令和6年）5月1日：広島短距離交通瀬野線の廃線に伴い廃止[1][2]。

## 駅構造
相対式ホーム2面2線の高架駅であった。フルスクリーン型ホームドア設置駅。駅は宅地と道路の間の斜面上に設置されていた。
車両の乗降扉が進行方向に向かって左側しかなかったため、南側ホームがみどり中央行き、北側ホームがみどり口行きとなっていた。ホームはそれぞれ独立しており、両方のホームに出入口、自動券売機、改札口が設けられていたため駅構内でホーム間の移動はできなかった。また、北側ホームは道路に直結していたが、南側ホームは側道より高い位置にあるため階段とエレベーターが設けられていた。トイレの設備はなかったが、南口そばのみどり坂第二公園に公衆トイレがあった。

### のりば
| 番線 | 路線名               | 方面           |
| ---- | -------------------- | -------------- |
| 南側 | 広島短距離交通瀬野線 | みどり中央行き |
| 北側 | 広島短距離交通瀬野線 | みどり口行き   |

- のりば番号は設けられていなかった。

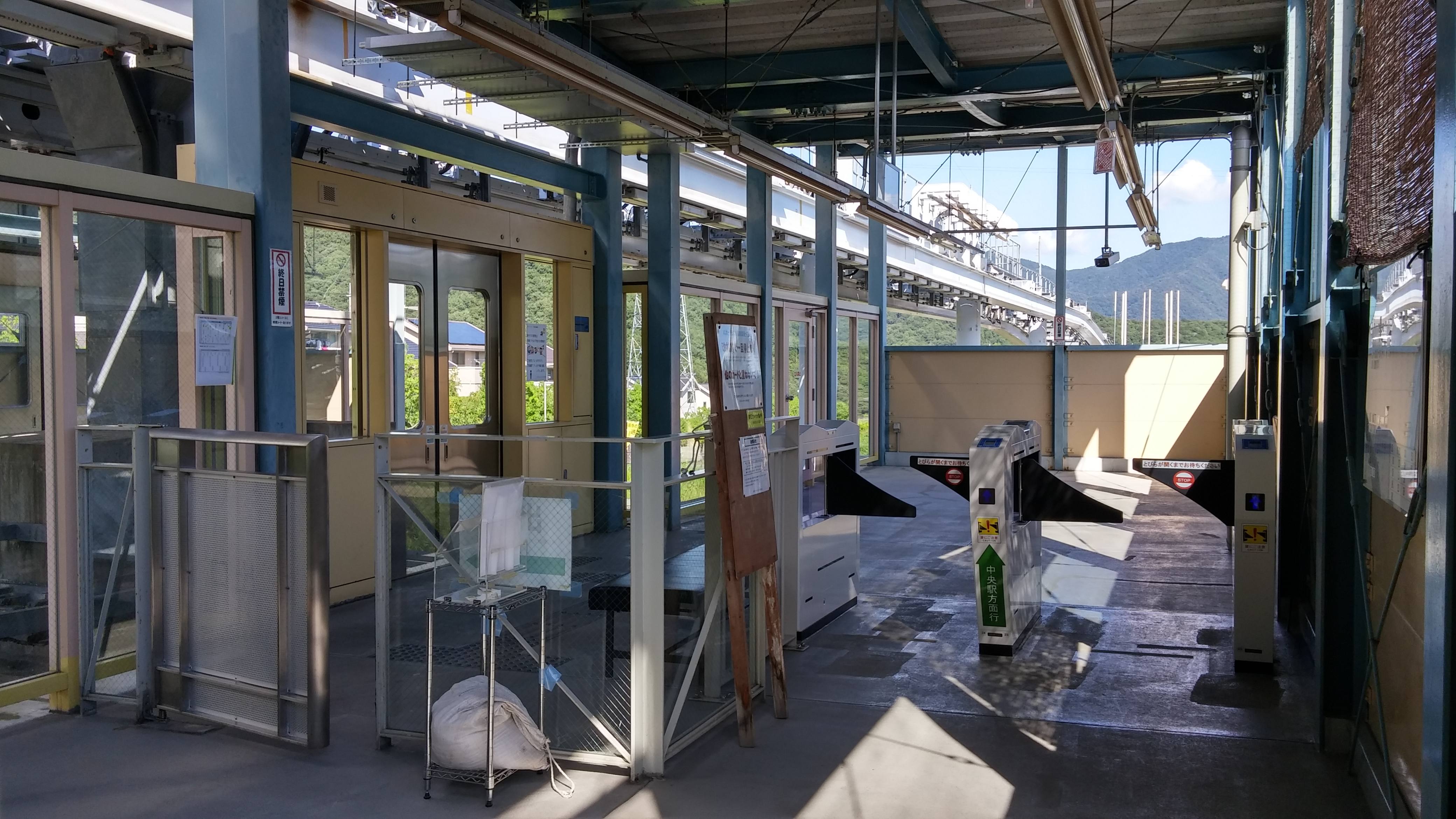
みどり中央方面改札口・ホーム（2015年8月）
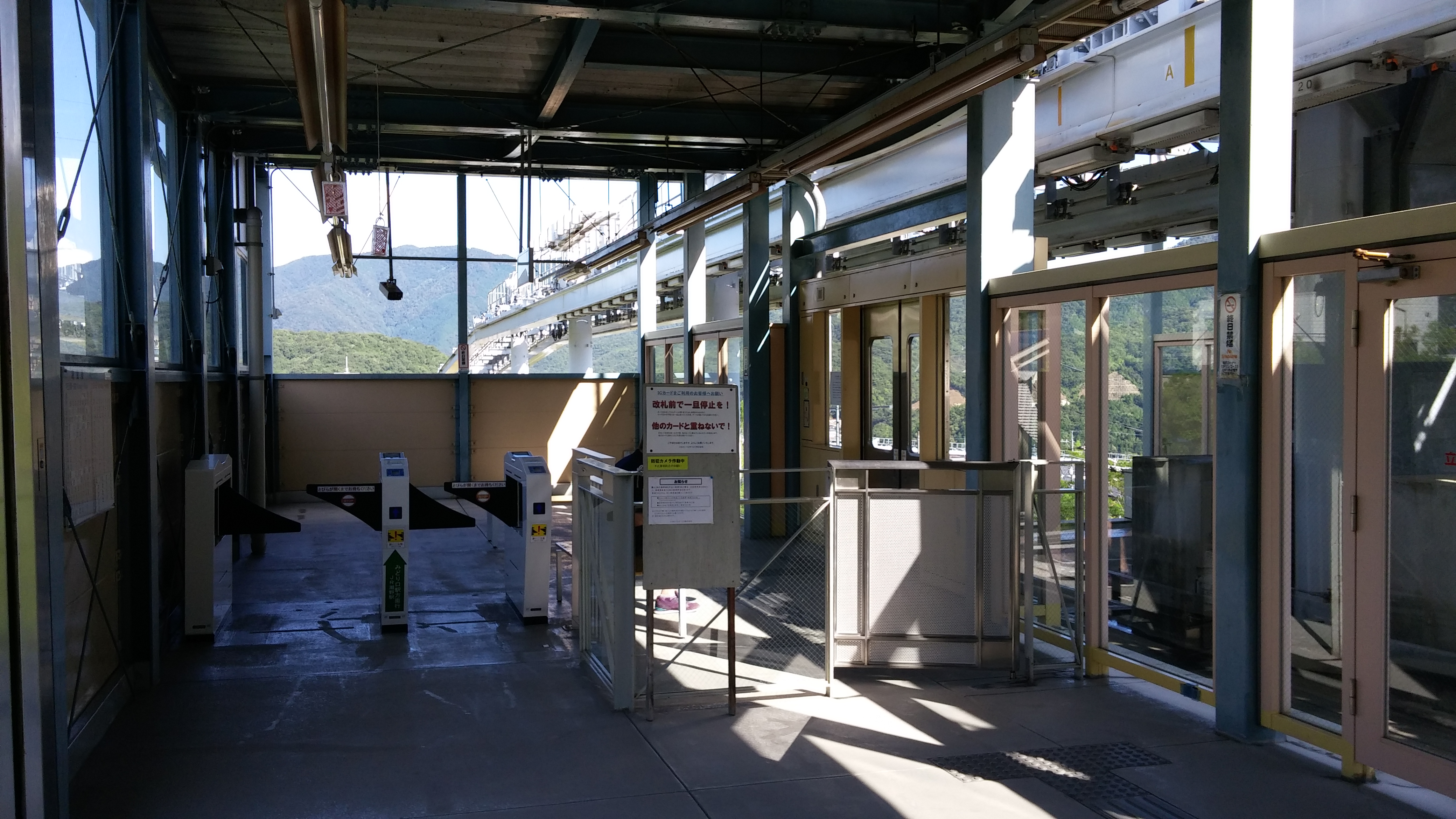
みどり口方面改札口・ホーム（2015年8月）

## 利用状況
「国土数値情報 駅別乗降客数データ」によると、1日平均乗降人員は以下の通りであった。
| 年度                | 1日平均 乗降人員 |
| ------------------- | ---------------- |
| 2011年（平成23年）  | 317              |
| 2012年（平成24年）  | 208              |
| 2013年（平成25年）  | 162              |
| 2014年（平成26年）  | 228              |
| 2015年（平成27年）  | 202              |
| 2016年（平成28年）  | 289              |
| 2017年（平成29年）  | 250              |
| 2018年（平成30年）  | 197              |
| 2019年（令和 元年） | 206              |
| 2020年（令和02年）  | 166              |
| 2021年（令和03年）  | 146              |
| 2022年（令和04年）  | 169              |

## 駅周辺
- スカイレールタウンみどり坂（住宅団地）
- 広島市立みどり坂小学校（2011年4月開校）
- のんの・みどり坂保育園

## 隣の駅
スカイレールサービス
広島短距離交通瀬野線
みどり口駅 - みどり中街駅 - みどり中央駅